# São Felipe d'Oeste
São Felipe d'Oeste là một đô thị thuộc bang Rondônia, Brasil. Đô thị này có diện tích 542 km², dân số năm 2007 là 6286 người, mật độ 11,6 người/km².